# Episodi de Il nido di Robin (prima stagione)
La prima stagione della serie televisiva Il nido di Robin (Robin's Nest) è andata in onda nel Regno Unito dall'11 gennaio al 22 febbraio 1977 sulla ITV.
In Italia, questa stagione è andata in onda su Rai 2 dal 4 al 12 febbraio 1980 nel corso del programma-contenitore preserale Buonasera con... Carlo Dapporto.
| nº | Titolo originale      | Titolo italiano                | Prima TV GB      | Prima TV Italia  |
| -- | --------------------- | ------------------------------ | ---------------- | ---------------- |
| 1  | Sleeping Partners     | L'insensibile bruto            | 11 gennaio 1977  | 4 febbraio 1980  |
| 2  | The Bistro Kids       | I ragazzi del Restaurant       | 18 gennaio 1977  | 5 febbraio 1980  |
| 3  | A Little Competition  | Piccola concorrenza            | 25 gennaio 1977  | 6 febbraio 1980  |
| 4  | The Maternal Triangle | Il triangolo materno           | 1º febbraio 1977 | 7 febbraio 1980  |
| 5  | Piggy in the Middle   | Il patrono delle arti          | 8 febbraio 1977  | 8 febbraio 1980  |
| 6  | A Matter of Note      | Storia di acquari e di falsari | 15 febbraio 1977 | 11 febbraio 1980 |
| 7  | Oh, Happy Day         | Oh, giorno felice!             | 22 febbraio 1977 | 12 febbraio 1980 |